# Hiremallur, Shiggaon
Hiremallur là một làng thuộc tehsil Shiggaon, huyện Haveri, bang Karnataka, Ấn Độ.